# حسن صبري
حسن صبري هو كاتب مصري تخصص في أدب الطفل.

## مؤلفاته
- حكايات عن الأشجار: صدرت عن الهيئة العامة لقصور الثقافة عام 2005.[1]
- نسمات الأريج: صدرت عن مؤسسة عبد الحميد شومان عام 2013.[2]
- وداعًا للكوكب الأحمر: صدرت عن الهيئة المصرية العامة للكتاب عام 2016 بعد ان فازت بالمركز الأول في مسابقة نشر الإبداع العربي للأطفال التي نظمتها الهيئة المصرية العامة للكتاب في دورتها الأولي لعام 2015 – 2016 في مجال الخيال العلمى.[3]
- المشتل الصغير.[4]
- باب الرب: صدرت عن دار الراوى للنشر والتوزيع في 28 مايو 2017.[5]
- لا تنسوا روزاليند: رواية للفتيان صدرت عن دار كتارا للنشر عام 2019.[6]
- عشرون قطة تحت شرفتها: صدرت عن دار بدائل للطبع والنشر والتوزيع عام 2020.[7]
- جدتي كرمة: صدرت عن دار بدائل للطبع والنشر والتوزيع عام 2020.[8]
- فيلا كارمن: صدرت عن دار بدائل للطبع والنشر والتوزيع عام 2020.[9]

## الجوائز
حصل حسن صبري على العديد من الجوائز الأدبية مصرية وعربية منها:
- جائزة مسابقة نشر الإبداع العربي للأطفال التي نظمتها الهيئة المصرية العامة للكتاب في دورتها الأولي لعام 2015 – 2016.
- جائزة مصطفى عزوز لأدب الطفل عام 2012 عن رواية (رحلة إلى مدائن العلماء)
- جائزة مؤسسة عبد الحميد شومان لأدب الطفل عام 2013 عن رواية (نسمات الأريج).[10]
- جائزة مهرجان كتارا للرواية العربية في دورته الرابعة عام 2018 عن رواية (لا تنسوا روزاليند).[11][12]